# Дем'янов Володимир Васильович
Володимир Васильович Дем'янов (нар. 19 листопада 1943, Іванівка, тепер Ярмолинецького району Хмельницької області) — український державний діяч, голова Запорізького облвиконкому, віцепрем'єр-міністр України з питань АПК. Народний депутат України 12(1)-го скликання (у 1990—1992 роках). Член ЦК КПУ в 1986—1990 роках.

## Життєпис
Народився в родині колгоспників. У вересні 1950 — червні 1954 року — учень Іванівської початкової школи Кам'янець-Подільської області. У вересні 1954 — липні 1957 року — учень Михайлівської семирічної школи Хмельницької області. У вересні 1957 — серпні 1961 року — учень Кам'янець-Подільського сільськогосподарського технікуму Хмельницької області, ветеринарний фельдшер.
У вересні 1961 — травні 1963 року — завідувач Лісоводської ветеринарної дільниці Городоцького району Хмельницької області.
У вересні 1963 — грудні 1967 року — студент Харківського зооветеринарного інституту, ветеринарний лікар.
У січні — грудні 1968 року — служба в Радянській армії.
У січні 1969 — липні 1971 року — головний ветеринарний лікар колгоспу імені Куйбишева села Борисівки Приморського району Запорізької області.
Член КПРС з квітня 1969 по 1991 рік.
У липні 1971 — лютому 1974 року — заступник голови, секретар партійного комітету колгоспу імені Куйбишева села Борисівки Приморського району Запорізької області.
У лютому 1974 — вересні 1976 року — 2-й секретар Приморського районного комітету КПУ Запорізької області.
У вересні 1976 — серпні 1978 року — слухач Вищої партійної школи при ЦК КПУ.
У серпні 1978 року — заступник генерального директора Запорізького обласного виробничого об'єднання м'ясної промисловості.
У вересні 1978 року — інструктор відділу організаційно-партійної роботи Запорізького обласного комітету КПУ.
У вересні 1978 — січні 1985 року — 1-й секретар Новомиколаївського районного комітету КПУ Запорізької області.
У січні 1985 — травні 1988 року — 1-й секретар Куйбишевського районного комітету КПУ Запорізької області.
16 травня 1988 — 17 січня 1991 року — голова виконавчого комітету Запорізької обласної ради народних депутатів.
Народний депутат України 12(1)-го скликання з березня 1990 (1-й тур) до червня 1992, Бердянський виборчій окркуг № 189, Запорізька область, член Комісії з питань АПК (з червня 1990).
17 січня 1991 — 10 квітня 1992 року — голова Запорізької обласної ради народних депутатів ради та виконавчого комітету.
20 березня — 10 листопада 1992 року — Представник Президента України в Запорізькій області (глава Запорізької обласної державної адміністрації).
27 жовтня 1992 — 1 липня 1994 року — віце-прем'єр-міністр України з питань агропромислового комплексу (АПК). Одночасно з травня 1993 по липень 1994 року — голова Надзвичайної комісії з питань АПК України.
З 1995 року — голова правління Акціонерного банку «Еліта» у місті Києві.

## Родина
Батько Василь Карпович (1924) — учасник німецько-радянської війни, працював лісником; мати (Беляк) Марія Григорівна (1925) — колгоспниця; дружина Олена Олександрівна (1948) — медсестра; дочка Ірина (1968) — педагог; син Сергій (1974).

## Нагороди
- орден «Знак Пошани» (1973)
- орден «За заслуги» III ступеня (.06.1997)[6]

## Джерело
- Довідка [Архівовано 5 березня 2016 у Wayback Machine.]